# Rhymokalon
Rhymokalon Scheckler 1975 es un género de Pteridophyta conocido a partir de unos pocos restos fósiles localizados en un yacimiento de la Formación Oneonta, del Devónico Superior, del estado de Nueva York, Estados Unidos. El estudio de su única especie, Rhymokalon trichium, ha permitido conocer detalles importantes del desarrollo del sistema vascular dentro de los vegetales de su clase al existir al menos dos estelas diferentes, o dos estados de desarrollo de una estela de tipo actinostela, en distintas ramificaciones en un mismo organismo.

## Morfología
Los fósiles conocidos de Rhymokalon trichium, aunque fraccionarios, han proporcionado información muy importante sobre su organización interna y la estructura de su talo. Presenta un eje principal con ramificaciones laterales de hasta tercer orden con inserción helicoidal. Las ramificaciones de tercer orden presentan protuberancias filiformes muy delgadas a modo de pelos en su superficie de las que aún no se conoce la función. En los tallos de mayor diámetro se ha observado un estriado longitudinal en la epidermis que parece ser resultado del colapso de los tejidos periféricos sobre los vasos de xilema ocasionado por el proceso de compresión durante la fosilización. 

Los fósiles de Rhymokalon son especialmente importantes para la comprensión del desarrollo del cilindro vascular de las Cladoxilópsidas, especialmente en lo que se refiere a la formación de la actinostela característica de este grupo.
En su eje principal aparece una actinostela, con haces vasculares aislados formados por placas de traqueidas separadas por regiones de tejido parenquimático y sin protoxilema o al menos no conservado. En esta estela las traqueidas aparecen bien diferenciadas, formando haces redondeados de xilema, en la zona periférica pero se confunden con células de parénquima en la zona medular. A partir del eje principal el cilindro vascular se divide para irrigar las ramificaciones laterales. En las ramificaciones de segundo orden los haces de xilema pueden anastomosar tomando morfología redondeada con porciones de protoxilema en su interior recordando a una actinostela en sus primeras fases de desarrollo.